# Zeatin 9-aminokarboksietiltransferaza
Zeatin 9-aminokarboksietiltransferaza (EC 2.5.1.50, beta-(9-citokinin)-alanin sintaza, beta-(9-citokinin)alanin sintaza, O-acetil-L-serin acetat-lijaza (dodaje N6-supstituisani adenin), lupinatna sintetaza, lupinsko kiselinska sintaza, lupinska kiselina sintetaza, 3-O-acetil--serin:zeatin 2-amino-2-karboksietiltransferaza) je enzim sa sistematskim imenom O3-acetil--serin:zeatin 2-amino-2-karboksietiltransferaza. Ovaj enzim katalizuje sledeću hemijsku reakciju
O-acetil-L-serin + zeatin {\displaystyle \rightleftharpoons } lupinat + acetat
Ovaj enzim ne deluje samo na zeatin nego i na druge druge N6-supstituisane adenine.

## Literatura
- Nicholas C. Price; Lewis Stevens (1999). Fundamentals of Enzymology: The Cell and Molecular Biology of Catalytic Proteins (Third изд.). USA: Oxford University Press. ISBN 019850229X.
- Eric J. Toone (2006). Advances in Enzymology and Related Areas of Molecular Biology, Protein Evolution (Volume 75 изд.). Wiley-Interscience. ISBN 0471205036.
- Branden C; Tooze J. Introduction to Protein Structure. New York, NY: Garland Publishing. ISBN 0-8153-2305-0.
- Irwin H. Segel. Enzyme Kinetics: Behavior and Analysis of Rapid Equilibrium and Steady-State Enzyme Systems (Book 44 изд.). Wiley Classics Library. ISBN 0471303097.

## Spoljašnje veze
- Zeatin+9-aminocarboxyethyltransferase на 